# Saint George (Dél-Karolina)
Saint George város Amerikai Egyesült Államok Dél-Karolina államában, Dorchester megyében, melynek megyeszékhelye is. Lakosainak száma 1843 fő (2020. április 1.).

## Népesség
A település népességének változása:
| Lakosok száma | 2092 | 2084 | 1843 |
|               | 2000 | 2010 | 2020 |